# If I Can Dream
If I Can Dream är en sång skriven av Walter Earl Brown som spelades in av Elvis Presley i juni 1968 och släpptes som singel i november samma år på RCA Records.

## Bakgrund
Det beslutades våren 1968 att Elvis skulle göra en tv-show som skulle sändas av NBC. Den skulle sändas i december samma år och skulle således enligt kontraktet med NBC och programmets sponsor Singer vara en julspecial troligen kallad "Elvis Sings the Wonderful World of Christmas", men problemet var att varken Elvis eller producenterna Steve Binder och Bones Howe efter att ha träffats och diskuterat igenom upplägget ville ha det så.
Showens upplägg gjordes om och innehöll klassiska Elvislåtar blandade med några nya. Showen skulle avslutas med "I'll Be Home for Christmas", men även detta ville man ändra på. Elvis hade blivit mycket bestört över de mord som utförts på både Robert Kennedy, men främst på Martin Luther King som mördats i Elvis hemstad Memphis. Billy Goldenberg, showens musikaarrangör och Binder bad Walter Earl Brown, en låtskrivare involverad i showen att skriva en sång med ett budskap. Elvis manager Tom Parker tyckte från början att "If I Can Dream" inte var en typisk Elvis-låt. Men påverkad av att Singer mer och mer hade börjat gilla det nya upplägget ändrades finalnumret. Efter att ha hört sången sa Elvis till Binder att han "aldrig mer skulle sjunga en sång eller spela in en film han ej trodde på".

## Singeln
Singeln "If I Can Dream" med b-sidan "Edge of Reality" släpptes i november 1968 och placerade sig som bäst på plats 12 på Billboard 100.
"If I Can Dream" släpptes som singel 1969 i Storbritannien men då med b-sidan "Memories" och placerade sig som bäst på plats 11 på den brittiska singellistan.